# Agenda Mikołaja Trąby
Agenda Mikołaja Trąby – zaginiony polski kancjonał z XV w.
Kancjonał został opisany przez Hieronima Juszyńskiego we Wstępie do Dykcjonarza poetów polskich (1820). Według przekazu Juszyńskiego rękopiśmienny kancjonał znajdował się w Bibliotece Załuskich. Sporządzony został na polecenie arcybiskupa Mikołaja Trąby (zm. 1422). Kancjonał powoływał się na papieża Innocentego III, który na Soborze laterańskim IV zalecał, aby pieśni kościelne były śpiewane w języku zrozumiałym dla ludu. W kancjonale miała znajdować się m.in. wersja pieśni Przez twe święte z martwy wstanie.